# Alexandru Nicolschi
Alexandru Nicolschi (właśc. Boris Grünberg, ur. 2 czerwca 1915 w Tyraspolu, zm. 16 kwietnia 1992 w Bukareszcie) – rumuński działacz komunistyczny, wicedyrektor służby bezpieczeństwa Securitate.

## Życiorys
Urodził się w rodzinie żydowskiego młynarza Alexandru Grünberga. Pracował jako czeladnik w warsztacie grawerskim, później praktykant w sklepie jubilerskim. W 1932 wstąpił do Związku Młodzieży Komunistycznej, a w 1937 do Rumuńskiej Partii Komunistycznej. W 1933 został na dwa tygodnie aresztowany za działalność komunistyczną. Wybrano go do Biura Politycznego Związku Młodzieży Komunistycznej. Od 1937 do 1939 odbywał służbę wojskową w Jassach, otrzymał stopień kaprala, później pracował w centrali telefonicznej w Kiszyniowie. W grudniu 1940, po aneksji Besarabii przez ZSRR, przyjął radzieckie obywatelstwo, wstąpił do NKWD i odbył szkolenie szpiegowskie w Czerniowcach. 26 maja 1941 został wysłany do Rumunii pod przykrywką z fałszywymi dokumentami na nazwisko Vasile Ștefănescu. Miał donosić radzieckim służbom o ruchach armii rumuńskiej w ramach przygotowań do operacji Barbarossa, w której u boku III Rzeszy brała udział Rumunia. Został zatrzymany przez rumuńską straż graniczną i poddany śledztwu, podczas którego zeznał, że został zwerbowany do pracy w radzieckim wywiadzie przez kapitana NKWD Andriejewa. Po procesie 7 sierpnia 1941 został skazany na dożywocie. Był więziony w Ploeszti i w Aiud. Został uwolniony pięć dni po ataku Armii Czerwonej na Rumunię 28 sierpnia 1944, następnie w październiku 1944 wstąpił do policji, jednocześnie kontynuował działalność w partii komunistycznej. W maju 1945 powierzono mu transport aresztowanego Iona Antonescu i jego współpracowników z Łubianki z powrotem do Rumunii. 1 września 1946 został inspektorem generalnym policji. Na tym stanowisku kierował masowymi aresztowaniami na przełomie 1946/1947. 1 września 1948 został zastępcą dyrektora generalnej dyrekcji bezpieczeństwa ludowego Securitate; pozostał na tym stanowisku do 1953. Był jednym z głównych odpowiedzialnych za stalinowski terror w Rumunii. Nakazał aresztowanie m.in. byłego ministra spraw wewnętrznych Teohari Georgescu. W 1953 został sekretarzem generalnym w Ministerstwie Spraw Wewnętrznych, 31 stycznia 1961 zwolniono go do rezerwy w stopniu generała porucznika. Jesienią 1991 rumuńska prokuratura generalna postawiła mu zarzuty nadużywania władzy i udziału w zbrodniach komunistycznych. Nicolschi zaprzeczał swojej odpowiedzialności, twierdząc, że zwalczał tylko legionistów i faszystów. Miał zostać wezwany na przesłuchanie do prokuratury, jednak zmarł na zawał dzień przed planowanym wręczeniem mu wezwania.